# Giulio Carlo Argan
Giulio Carlo Argan (Turim, 1909 – Roma, 1992) foi um historiador e teórico italiano de arte e ex-prefeito de Roma.
A partir da década de 1930 passa a ser conhecido no meio acadêmico internacional com seus estudos sobre arte medieval e renascentista. A importância de sua obra é tal que seus livros são considerados bibliografia fundamental de cursos de história da arte do mundo todo. Em sua obra, destacam-se livros como Arte Moderna, Clássico e Anticlássico, História da Arte como História da Cidade.
Em 1976 é eleito prefeito de Roma e em 1982, senador, em ambos os casos pelo Partido Comunista Italiano.

## Obras
- Studi e note, Roma 1955.
- Salvezza e caduta nell'arte moderna, Milano 1964
- Progetto e destino, Milano 1965
- Guida alla storia dell'arte, Firenze 1974
- Storia dell'arte come storia della città, Roma 1983
- Da Hogarth a Picasso, Milano 1983
- Classico Anticlassico, Milano 1984
- Immagine e persuasione, Milano 1986
- Progetto e oggetto. Scritti sul design, Milano 2003